# Kamień runiczny z Tillitse

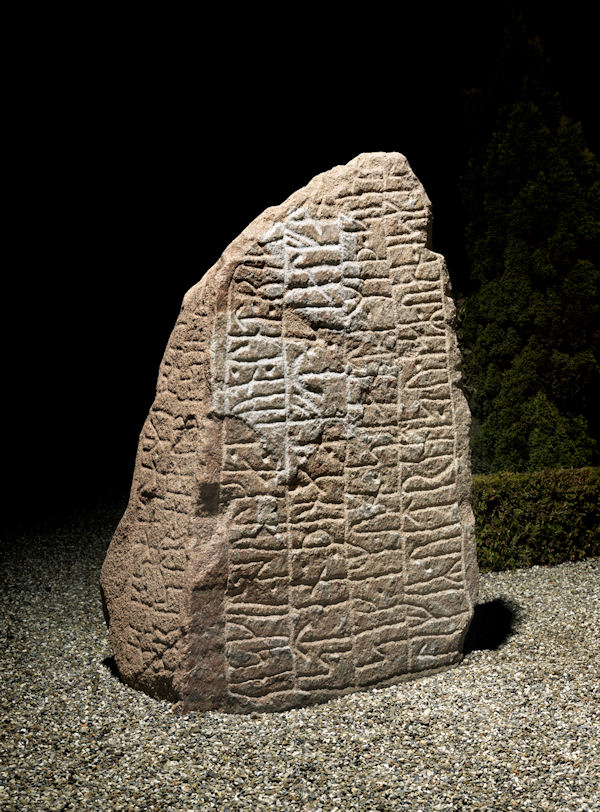
Kamień runiczny z Tillitse

Kamień runiczny z Tillitse (DR 212) – datowany na okres między 1025 a 1075 rokiem kamień runiczny, znajdujący się na terenie przykościelnego cmentarza w Tillitse na duńskiej wyspie Lolland.
Granitowy głaz ma wysokość 143 cm, szerokość 81 cm i grubość 43 cm. Po raz pierwszy wzmiankowany w 1627 roku, znajdował się wówczas wmurowany w ogrodzenie cmentarza. Wydobyty w 1765 roku, został użyty do budowy kościelnego ganku. Po jego rozbiórce w 1856 roku trafił na cmentarz. W obecnym miejscu został ustawiony w 1931 roku.
Na powierzchni głazu wyryto napis o treści:
eskil : sulka : sun : let : res(a) ¶ sten : þena : eft : sialfan ¶ sik * e mun * stanta * meþ * sten ¶ lifiR * uitrint * su * iaR * uan * eskil
kristr * hialbi * siol * hans ¶ aok * santa * migael
toki * risti * runaR * e(f)(t)(i)(R) (*) -(o)ru * ¶ stiubmoþur * sina * kunu * koþa
co znaczy:
Eskil Sulkasun polecił wznieść ten głaz sam dla siebie. Jak długo istnieje kamień, żyć będzie ten napis, który wykonał Eskil. Niech Chrystus i Święty Michał pomogą jego duszy. Toke wyrzeźbił te runy dla swej teściowej Thory, dobrej kobiety.
Druga część napisu jest młodsza i została wyryta później. Nie wiadomo, czy Eskil i Thora byli w jakikolwiek sposób ze sobą spokrewnieni.